# We're Back! A Dinosaur's Story (romanzo)
We're Back!  A Dinosaur's Story è un libro per bambini del 1987, disegnato e scritto da Hudson Talbott e pubblicato da Crown Publishing Group, dal quale è stato tratto il film d'animazione del 1993 We're Back! - 4 dinosauri a New York.

## Trama
Cretacico. Mentre un tirannosauro di nome Rex sta per divorare un dinosauro più piccolo, viene catturato da un disco volante, pilotato da un alieno di nome Vorb, il quale lo recluta insieme ad altri dinosauri (Bgon l'apatosauro, Woog il triceratopo, Jorbl il saurolofo, Spike lo stegosauro, Dwig il deinonico e Pteri lo pteranodon) rendendoli senzienti, grazie a una speciale "vitamina" (nel film chiamato Grano Cerebrale), e portandoli alla New York dei giorni nostri, che in quel momento sta festeggiando il Giorno del ringraziamento.
I 7 dinosauri fingono di essere palloncini gonfiabili per intrufolarsi nella parata, ma Rex scambia uno dei palloncini dinosauri per il suo amico Worgul l'allosauro. Accidentalmente "Worgul" scoppia e i dinosauri fuggono mentre la folla spaventata va in panico. La polizia tenta di catturare i dinosauri poco dopo, ma la curatrice del Museo di Storia Naturale, la dottoressa Miriam Bleeb, li nasconde ai poliziotti facendoli fingere di essere dei dinosauri a grandezza naturale. Inoltre, quest'ultima legge loro una favola della buonanotte su un trilobite che voleva camminare sulla terraferma, mentre i dinosauri guardano fuori dalla finestra, incerti sul loro futuro.